# لويس سميث (سياسي)
لويس سميث هو سياسي كندي، ولد في 11 مايو 1880 في كندا، وتوفي في 1950 في كندا. حزبياً، نشط في الحزب التقدمي المحافظ في نيو برونزويك ‏. وقد انتخب عضو الجمعية التشريعية لنيو برونزويك ‏.